# Diïl·los (escultor)
Diïl·los (grec antic: Δίυλλος, llatí: Diyllus) fou un escultor grec que, conjuntament amb Amicleu, va fer gran part de les estàtues de bronze que els focis van dedicar com a ofrena al temple de Delfos després de la seva victòria sobre els tessalis a començament de les guerres mèdiques l'any 480 aC, segons Pausànias.